# Circolo degli Artisti di Torino
Il Circolo degli Artisti di Torino è un ente culturale dell'omonima città del Piemonte.
Riconosciuto come ente morale nel 1857, esso organizza mostre e rassegne culturali nel capoluogo piemontese ed è uno dei più antichi circoli culturali d'Italia.

## Storia

### La fondazione e le prime sedi
Il Circolo degli Artisti nacque nel marzo del 1847 quando alcuni artisti, letterati e aristocratici che solevano ritrovarsi presso la dimora del conte Luigi Rocca vollero dar seguito a questa consuetudine fondando un'associazione con lo scopo di «radunarsi per confrontare le proprie idee e contribuire all'incremento delle lettere e delle belle arti».
Le prime sedi del Circolo degli Artisti furono molteplici; tuttavia la più nota al tempo divenne quella di via Po, presso lo scomparso Caffè Venezia. In seguito la sua sede venne trasferita presso il Caffè del Progresso in via Giulia di Barolo.

### La nuova sede di Palazzo Graneri della Roccia
Il 15 agosto 1857 il Circolo degli Artisti di Torino ottenne, mediante Regio Decreto, il riconoscimento ufficiale di ente morale e, giunti in circa dieci anni a un numero di iscritti che sfiorava le 780 unità, si rese necessario stabilire una nuova sede più ampia. Nel 1858 la nuova sede del circolo divenne Palazzo Graneri della Roccia, al civico 9 di via Bogino, scelta che fu accolta con molto favore dai soci e patrocinata dal conte Camillo Benso di Cavour, anch'egli socio membro, che apprezzò particolarmente la vicinanza a Palazzo Carignano, sede del Parlamento Subalpino.

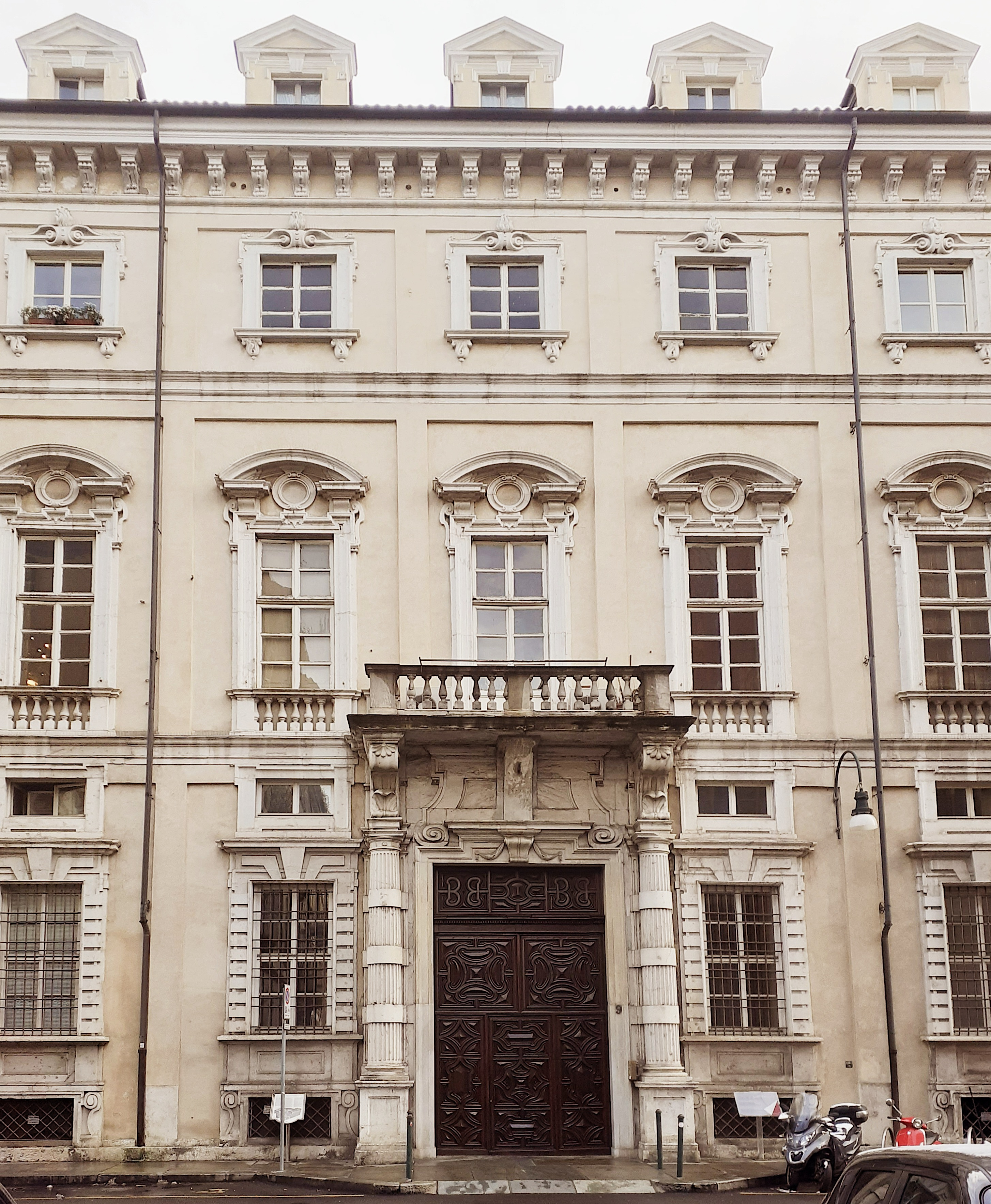
La facciata di Palazzo Graneri della Roccia, sede del Circolo degli Artisti di Torino dal 1858 al 2018

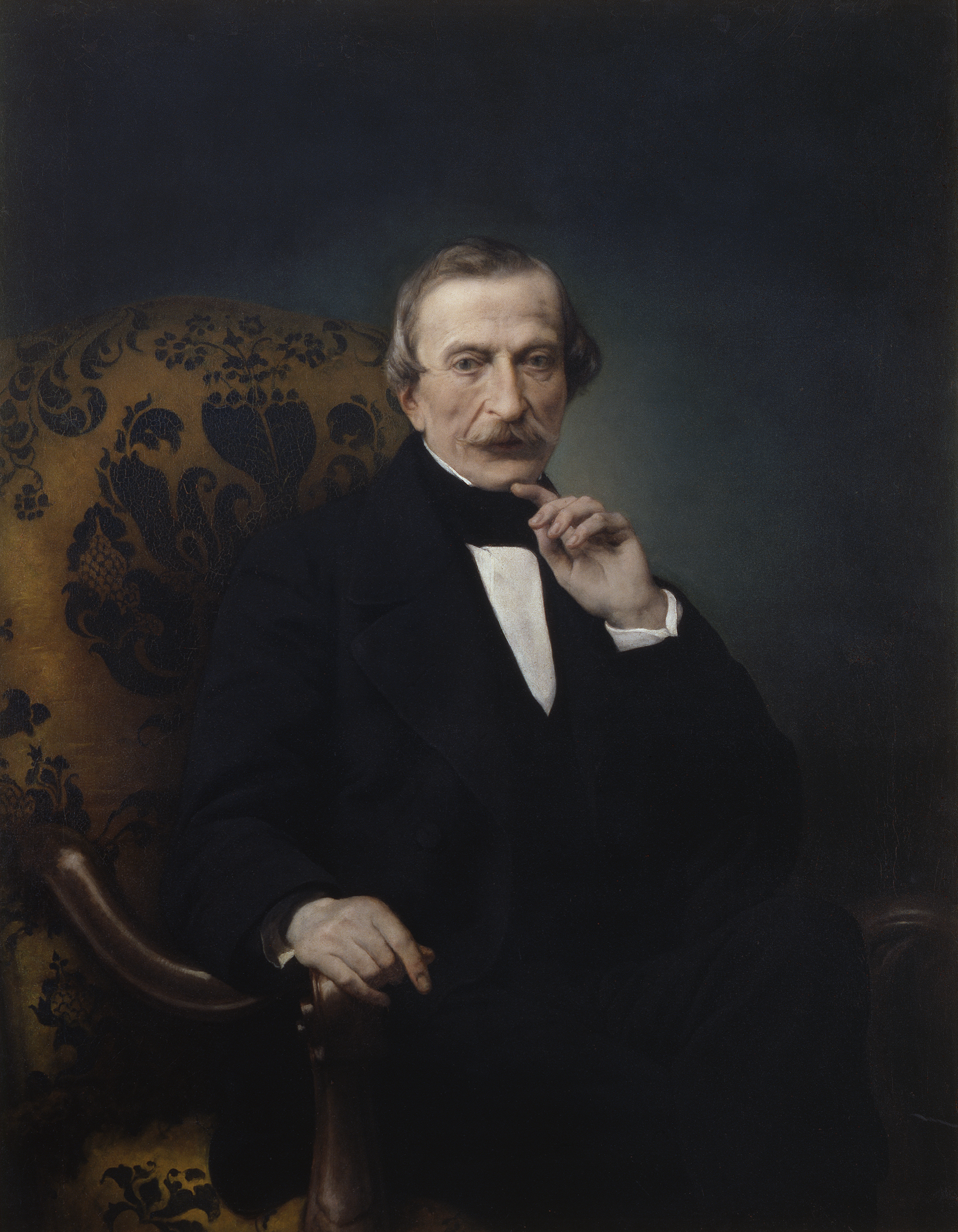
Un ritratto di Francesco Hayez raffigurante Massimo d'Azeglio, Presidente Onorario in perpetuo del Circolo degli Artisti di Torino

Il Circolo degli Artisti di Torino divenne un punto di riferimento per la sua intensa attività culturale e mondana che dava luogo a frequenti serate danzanti, mostre ed eventi ricreativi di vario genere a cui partecipavano non soltanto gli associati, ma anche membri della Casa Reale. Una traccia indelebile di queste cronache è ancora consultabile tra gli oltre undicimila volumi della vasta biblioteca del circolo.
A succedere al presidente fondatore Luigi Rocca fu nel 1858 Massimo Tapparelli d'Azeglio, insignito in seguito del titolo di Presidente Onorario in perpetuo.

### Attività, iniziative culturali e il ruolo sociale del Circolo degli Artisti
Il Circolo degli Artisti di Torino divenne presto luogo frequentato da personaggi illustri dell'arte, della letteratura, della musica, dell'industria e della politica, quali il già citato Camillo Benso di Cavour, ma anche svariati altri, tra cui, nel tempo: Don Luigi di Braganza, re del Portogallo, Urbano Rattazzi, Edoardo e Davide Calandra, Giovanni Verga, Felice Vellan, Agostino Depretis, Nicolay Diulgheroff, Vittorio Bersezio, Rodolfo Morgari, Francesco Gonin, Cesare Maggi, Matteo Olivero, Stefano Tempia, Gualfrado Bercanovich, Federico Collino, Francesco Tamagno, Umberto I di Savoia, Amedeo d’Aosta, Alfredo Casella, Nino Costa e svariati altri.
Nel 1863 il Circolo degli Artisti fu il promotore della Sezione per la Promozione della Arti Pittoriche e da allora sino ai giorni nostri il circolo ha organizzato regolarmente mostre annuali. Lo stesso Antonio Fontanesi tenne le sue personali nel 1879 e nel 1881, al ritorno dal suo viaggio in Giappone, e lo fecero in seguito anche i suoi allievi Vittorio Bussolino, Marco Calderini, Carlo Pollonera, i cui dipinti sono presenti nella collezione della quadreria storica del circolo. Il Circolo degli Artisti intraprese anche un fitto legame con l'Accademia Albertina di Belle Arti, al tempo l'unica scuola della città specializzata in arte. Moltissimi suoi docenti, ma anche altrettanti allievi, risultavano regolarmente iscritti al Circolo degli Artisti ed erano al tempo stesso promotori di periodiche iniziative da esso patrocinate; tra loro si ricordano Carlo Pittara, Vittorio Bussolino, Giacomo Grosso, Demetrio Cosola, Lorenzo Delleani, Leonardo Bistolfi, Antonio Fontanesi, Francesco Gonin, Edoardo Rubino, Odoardo Tabacchi, Casimiro Teja e Vincenzo Vela.
Tra le molteplici attività del Circolo degli Artisti di Torino si ricorda il Bogorama, un'iniziativa ludica ideata durante il periodo del carnevale cittadino del 1870 da Desiderato Chiaves per festeggiare l’inaugurazione del Canale di Suez, i cui lavori erano stati completati alla fine del 1869. Il Bogo fu un personaggio che comparve per la prima volta nelle sale di Palazzo Graneri della Roccia già durante la rappresentazione del Robinson Crosuè nel novembre 1860, per opera del pittore Carlo Pittara, che aveva costruito un buffo fantoccio gonfiabile, con un'enorme testa acquistata a Parigi. Il Bogo divenne uno dei simboli del Circolo degli Artisti e fu goliardicamente proclamato "nume tutelare" dello stesso. Nel 1871 la goliardica Società del Bogo si trasformò in un fittizio Ordine Cavalleresco e l'allora presidente Desiderato Chiaves si autoproclamò altresì Gran Maestro dell’Ordine dei Cavalieri del Gran Bogo, con facoltà di nominare Cavalieri e di «sovrintendere alla particolare missione d’allegria e di solidarietà all'interno delle molteplici attività del Circolo degli Artisti», nonché di beneficenza nelle iniziative cittadine, inserendosi immancabilmente nel carnevale torinese del tempo. I Cavalieri del Gran Bogo costituirono un tassello importante della storia del Circolo degli Artisti e seppur l'investitura a Cavaliere del Bogo avesse sapore di goliardia, era tuttavia una carica ambita: basti pensare che nel 1871 figuravano fra i suddetti cavalieri l'allora principe Umberto I, Lorenzo Delleani, Quintino Sella e Giuseppe Giacosa.
Nel 1887 presso il Circolo degli Artisti si costituì anche la Sezione di Architettura, frutto della scissione degli architetti dal costituendo Regio Politecnico degli Ingegneri, da cui prese vita la Mostra Internazionale di Architettura del 1890. Da questa iniziativa nacquero le basi per la creazione della Facoltà di Architettura di Torino, che trovò sede presso il Castello del Valentino nei primi anni del Novecento. Dall’attività di questa sezione nacque anche, per iniziativa dello scultore e presidente Leonardo Bistolfi, il progetto della prima Esposizione internazionale d'arte decorativa moderna, un progetto di rilievo internazionale che poi effettivamente si concretizzò a Torino nel 1902.
L'attività del Circolo degli Artisti, mantenendo fede al proprio intento, contribuì quindi non soltanto alla vita mondana del tempo, ma anche a favorire un clima adatto e il tessuto sociale utile a recepire i cambiamenti epocali di una città che ormai si ritrovava orfana del ruolo di capitale di un'Italia che aveva da poco scoperto la propria unità nazionale.
Il Circolo degli Artisti si distinse anche per le sue manifestazioni di alto livello: dalle mostre ai balli, dalle feste ai concerti, uno tra tanti quello diretto da un giovane Arturo Toscanini. L'attività del Circolo degli Artisti di Torino si rivelò dunque prolifica nel corso degli anni e, anche grazie alla frequentazione di personaggi illustri, ebbe l'onore di avere ospiti di spicco quali lo scultore François-Auguste-René Rodin, lo scrittore Giovanni Verga, il poeta futurista Filippo Tommaso Marinetti e il celebre artista americano Walt Disney.

### L'acquisizione del Circolo Eridano
Il 6 agosto 1896 il Circolo degli Artisti di Torino rilevò dall'Accademia Filarmonica il Circolo Eridano, acquisizione che permise di affiancare all’attività culturale quella sportiva e remiera. Il Circolo Eridano divenne sede alternativa di mostre, banchetti e scenografiche feste a tema, dalla Festa giapponese a quella tripolina, fino a includere il banchetto del 12 settembre 1896, che si svolse su una grande zattera galleggiante ormeggiata sul Po, un rituale che divenne costante in quegli anni.

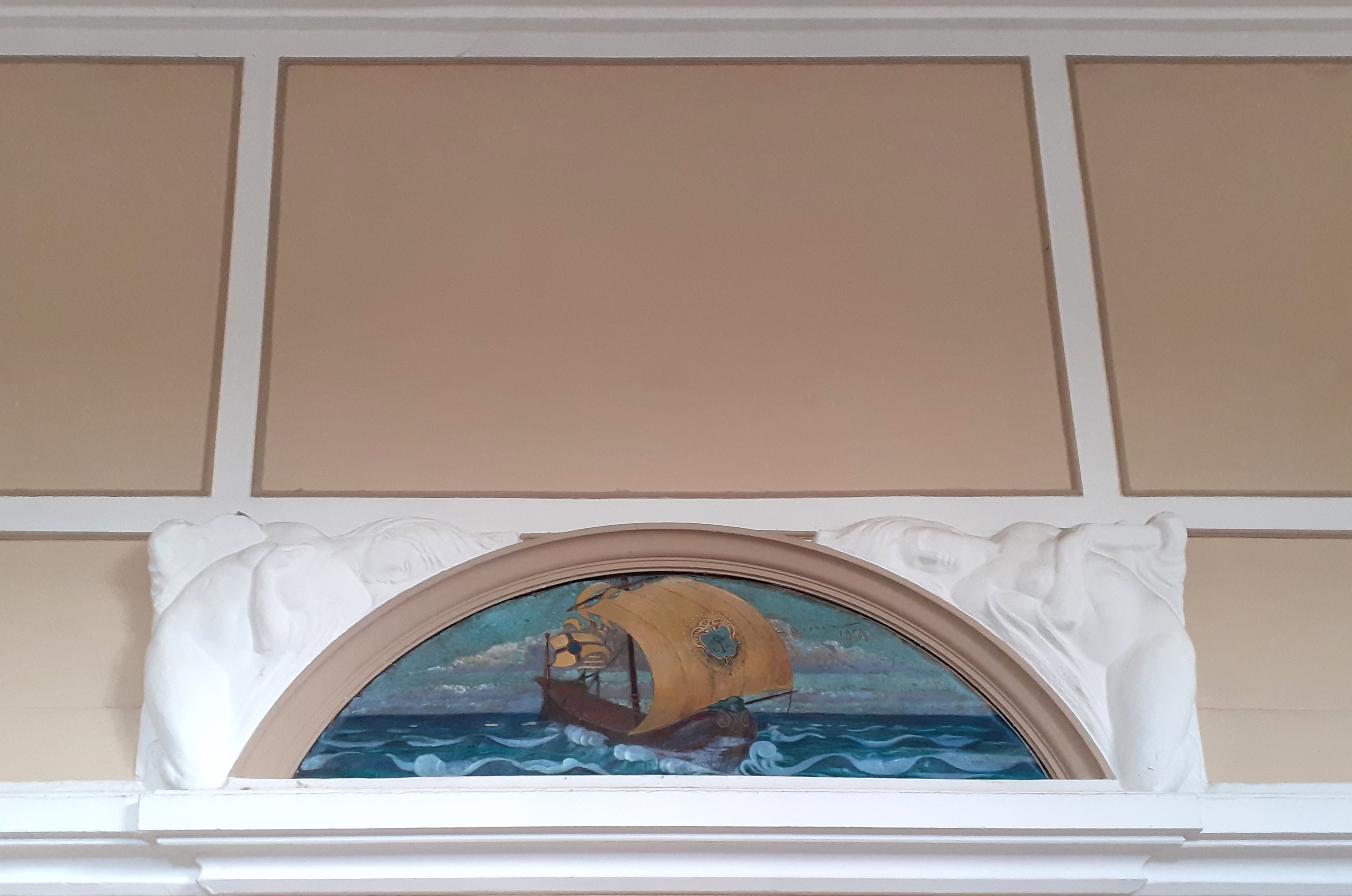
Il dipinto inserito nella lunetta sovraporta di Giuseppe Bozzalla che ritrae la nave degli Argonauti, nel salone principale del Circolo Eridano

Nel 1919, grazie all'impegno del sindaco di Torino, nonché presidente del Circolo degli Artisti Teofilo Rossi di Montelera, il Circolo Eridano ebbe una nuova sede, completata dalla decorazione e dall'allestimento degli ambienti interni affidati allo scultore Giovanni Riva e al pittore Giuseppe Bozzalla, autore della decorazione raffigurante uno dei simboli del Circolo degli Artisti: la nave degli Argonauti. 
Il sodalizio con il Circolo Eridano, che prosegue fruttuosamente tuttora, ampliò l'offerta ricreativa del Circolo degli Artisti e lo rese meta preferita di molti intellettuali torinesi, tra cui spicca il nome del conte Edoardo Scarampi di Villanova, che fu anche il primo presidente del Rowing Club Italiano.

### La nuova sede e il Circolo degli Artisti di Torino oggi
Il 3 maggio 1999 il Circolo degli Artisti di Torino ha ottenuto un nuovo riconoscimento come ente morale mediante Decreto della Regione Piemonte. Ancora oggi il Circolo degli Artisti difende la sua secolare storia e continua a dedicarsi alla promozione dell’arte e della cultura.
Dal 2018 il Circolo degli Artisti ha inaugurato la sua nuova sede presso gli edifici della Giardiniera Reale, in corso San Maurizio 6, angolo via Rossini. All'interno delle due palazzine, comprese all'interno dei Giardini Reali, il Circolo degli Artisti prosegue la sua attività promuovendo mostre, convegni, attività ricreative e dove, oltre alle sale espositive e conviviali, custodisce il suo archivio storico, fotografico e musicale, pur mantenendo la rinomata biblioteca presso Palazzo Graneri della Roccia, come stabilito da vincoli storico-artistici della Soprintendenza alle Belle Arti.
Inoltre, l'altrettanto secolare sodalizio con il Circolo Eridano, vede il Circolo degli Artisti arricchire la sua offerta di iniziative anche presso lo châlet dello storico circolo remiero di corso Moncalieri dove, agli eventi culturali, affianca le attività sportive di tennis, canoa e canottaggio.

## La Biblioteca del Circolo degli Artisti
La biblioteca del Circolo degli Artisti è tuttora conservata presso la storica sede di Palazzo Graneri della Roccia ed è a disposizione dei soci e degli studiosi che ne fanno richiesta.
Oltre ai circa undicimila volumi, essa comprende anche un vasto numero di monografie e un significativo archivio di periodici che abbracciano l’arco cronologico compreso tra i primi decenni del XIX agli ultimi anni del XX secolo. Si tratta, prevalentemente, di pubblicazioni riferite agli eventi artistici e alla critica settoriale. Alcune rarità incarnano lo spirito satirico tipicamente ottocentesco, come l'Art Journal del 1854 o il The Studio del 1897; significativa è anche la presenza di riviste quasi introvabili come: Le Charivari, Figaro Illustré, Fischietto, Giro del Mondo e Journal Amusant.

## Presidenti e soci illustri

### Cronotassi completa dei presidenti del Circolo degli Artisti di Torino
- 1847-1854 - Cav. Avv. Luigi Rocca, scrittore (Fondatore)
- 1854 - Cav. Carlo Felice Biscarra, scultore
- 1854-1858 - Cav. Avv. Luigi Rocca, scrittore (Presidente Onorario)
- 1858* - Cav. Massimo Tapparelli d’Azeglio, pittore (*Presidente Onorario in perpetuo)
- 1859 - Marchese Eugenio Balbiano di Colcavagno, pittore
- 1860-1861 - Marchese Ferdinando Arborio di Breme, Duca di Sartirana
- 1862-1863 - Nob. Avv. Urbano Rattazzi
- 1864-1873 - Comm. Avv. Filippo Galvagno
- 1874-1876 - Comm. Avv. Desiderato Chiaves
- 1877-1879 - Marchese Emanuele Tapparelli d’Azeglio
- 1880-1882 - Conte Ernesto Balbo Bertone di Sambuy
- 1883-1884 - Barone Francesco Gamba, pittore
- 1885-1886 - Comm. Avv. Desiderato Chiaves
- 1887-1889 - Conte Ernesto Balbo Bertone di Sambuy (Sindaco di Torino)
- 1890-1892 - Comm. Avv. Desiderato Chiaves
- 1893-1895 - Conte Ernesto Balbo Bertone di Sambuy
- 1896-1897 - Conte Felice Rignon
- 1898-1900 - Conte Ernesto Balbo Bertone di Sambuy
- 1901-1902 - Sen. Comm. Leonardo Bistolfi, scultore
- 1903 - Conte Giacinto Corsi di Bosnasco, pittore
- 1904-1906 - Conte Ernesto Balbo Bertone di Sambuy
- 1907-1909 - Comm. Davide Calandra, scultore
- 1910 - Cav. Uff. Avv. Angelo Rizzetti
- 1911-1915 - Cav. Prof. Corrado Corradino, poeta
- 1916-1918 - Sen. Comm. Leonardo Bistolfi, scultore
- 1919-1921 - Conte Teofilo Rossi di Montelera (Sindaco di Torino)
- 1922-1923 - Comm. Ing. Francesco Sincero
- 1924-1927 - Comm. Dott. Giuseppe Rotta
- 1928 - Cav. Edoardo Rubino, scultore
- 1929 - Conte Cesare Maria De Vecchi di Val Cismon
- 1930-1933 - Conte Ammiraglio Luigi Balbo Bertone di Sambuy
- 1934-1943 - Conte Alessandro Orsi
- 1943-1949 - Cav. Alessandro Lupo, pittore
- 1950-1953 - Cav. Rag. Giuseppe Soffietti
- 1954-1958 - Avv. Remo Novellone Berruti
- 1959-1961 - Cav. Del Lavoro Giovan Battista Pininfarina
- 1962-1964 - Conte Dott. Bernardino Vassallo di Castiglione
- 1965-1970 - On. Ing. Vittore Catella
- 1971-1973 - M.° Sandro Fuga, musicista
- 1974-1983 - Dott. Ing. Prof. Carlo Bertolotti
- 1984-1989 - Grand’Uff. Dott. Germano Benzi]
- 1990-1992 - Dott. Aldo Ratti
- 1993-1995 - Dott. Gianfranco Falzoni
- 1996-1998 - Cav. Uff. Rag. Ugo Grassi
- 1999-2005 - Cav. Uff. Avv. Antonio Forchino
- 2006 (in carica) - Avv. Luigi Tartaglino

### Sociad honorem
- Umberto I di Savoia, re d’Italia
- Amedeo di Savoia, re di Spagna, Duca d’Aosta
- Emanuele Filiberto, Duca d’Aosta
- Eugenio di Savoia, Principe di Carignano
- Luigi di Braganza, re del Portogallo
- Conte Cav. Alessandro Palma di Cesnola